# Arboleas
Arboleas é um município da Espanha na província de Almería, comunidade autónoma da Andaluzia, de área 65 km² com população de 4527 habitantes (2009) e densidade populacional de 69,65 hab./km².

## Demografia
| Variação demográfica do município entre 1996 e 2008 | Variação demográfica do município entre 1996 e 2008 | Variação demográfica do município entre 1996 e 2008 | Variação demográfica do município entre 1996 e 2008 |
| --------------------------------------------------- | --------------------------------------------------- | --------------------------------------------------- | --------------------------------------------------- |
| 1996                                                | 2001                                                | 2004                                                | 2008                                                |
| 1550                                                | 1615                                                | 2310                                                | 4301                                                |